# خالد بن عبد الله الأزهري

أوَّل صفحة من مخطوطة كتاب "شرح التصريح" لخالد الأزهري، النسخة محفوظة في مكتبة الملك عبد الله بن عبد العزيز الجامعية.

أبو الوليد زين الدين خالد بن عبد الله بن أبي بكر بن محمد بن أحمد الجرجاوي الأزهري (838هـ/1434م - 905هـ/1499م)، يُعرَف بالوقاد. هو نحويٌ مصري من جرجا، عاش في القرن التاسع الهجري، درَّس في الأزهر الشريف بالقاهرة، وكان متخصصاً في علوم المنطق والبلاغة والنحو. يَعُدُّه مؤرِّخو النحو العربي من نحاة المدرسة المصرية الشامية.

## حياته
ولِدَ خالد بن عبد الله بن أبي بكر بن محمد بن أحمد في مدينة جرجا بالصعيد، وكانت ولادته سنة 838 من التقويم الهجري، وانتقل بصحبة والده إلى القاهرة وهو لا يزال طفلاً، وفي القاهرة حفظ القرآن ونشأ في الأزهر، وعمل هناك وقَّاداً. بدأ الأزهري دراسته بعد أن أسقط فتيلةً من النار على كراسة أحد طلاب الأزهر، فشتمه الطالب وعيَّره بالجهل، فتأثَّر من ذلك وقرَّر أن يترك الوقادة ويشتغل بالعلم بعد أن بلغ من العمر ستاً وثلاثين سنة. أخذ علوم البيان والبديع والنحو والعربية والمنطق عن شمس الدين السخاوي وأبي العباس الشمني، غير أنَّه اهتمَّ بعلم النحو أكثر من غيره، وبعد تبحُّرِه بعلوم اللغة بدأ بتدريس الطلاب العربية، واشتهر من تلامذته ابن الحاجب النحوي. ذاع صيته بعد ذلك وأصبح من أهمِّ علماء عصره، وألَّف عدداً من الكتب في النحو، وتميَّزت مؤلفاته النحوي بالعناية الفائقة بالخلاف النحوي، وكان يكثر من ترديد آراء ابن هشام الأنصاري، وهذا لم يمنعه من تخطئته في كثير من الأحيان، ويلاحظ على مؤلفاته أنَّها لم تتضمن آراء جديدة، فهو قلما يجتهد من عنده، وجهده الأعظم ينصب في تنظيم المسائل الخلافية في النحو وعرضها بصورة متقنة وذكر حجة وتعليل كل المتخالفين بوضوح لم يسبقه أحد. تُوفِّي خالد الأزهري أثناء عودته من رحلة الحج في اليوم الرابع عشر من شهر محرم سنة 905هـ، وعمره آنذاك سبعة وستون عاماً.

## مؤلفاته
تُنسَب إليه المؤلفات التالية:
| - «الألغاز النحوية» (فرغ من تأليفه يوم عرفة سنة 896 هـ). مطبوع طبعة حجرية سنة 1281 هـ. كما حققت سنة 2013 م. - «التصريح بمضمون التوضيح». - «تمرين الطلاب في صناعة الإعراب» (فرغ من تأليفه سنة 886، يُسَمَّى أيضًا «التركيب» و«إعراب ألفية ابن مالك»). - «الزبدة في شرح البردة». - «شرح الآجرومية». - «المقدمة الأزهرية في علم العربية». - «شرح المقدمة الأزهرية في علم العربية». - «موصل الطلاب إلى قواعد الإعراب» (يشرح كتاب «الإعراب عن قواعد الإعراب» لابن هشام الأنصاري). | - «إعراب الآجرومية». - «إعراب الكافية لابن الحاجب». - «تفسير آية: لا أُقْسِمُ بِمَوَاقِعِ النُّجُومِ». - «الحواشي الأزهرية في حل ألفاظ المقدمة الجزرية» (في التجويد، فرغ من تأليفها سنة 867). - «القول السامي على كلام عبد الرحمن الجامي» (تعليق على كتاب «الفوائد الضيائية» لعبد الرحمن الجامي). - «مختصر الزبدة في شرح البردة». |